# 이일관

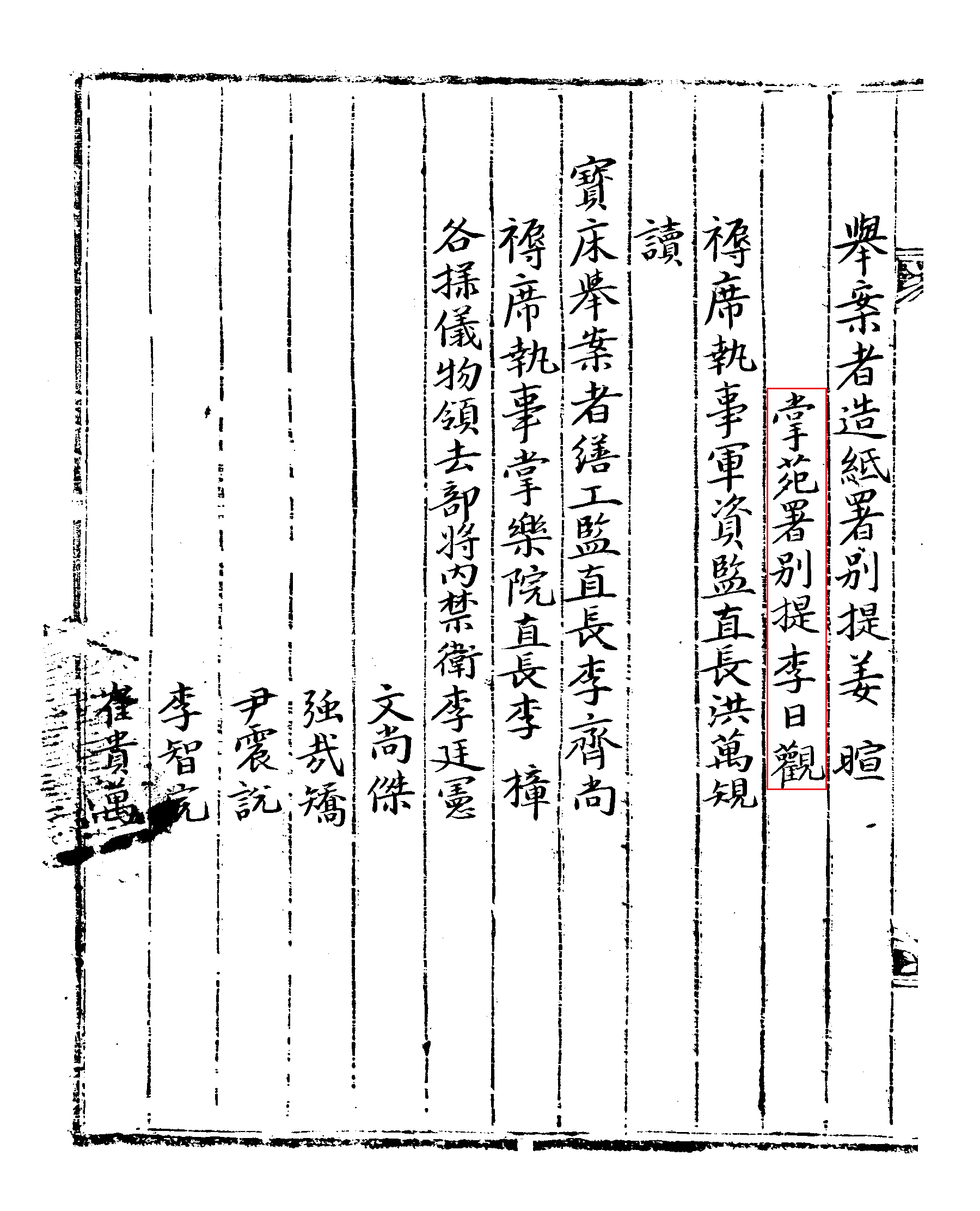
1690년(숙종 16) 경종 세자책봉 책례도감 관원 명단 (오른쪽 두번째 줄 상단)

이일관(李日觀, 1640년? / 1650년? ~ 1705년 6월 22일)은 조선 후기의 무신이자 군인이다. 자(字)는 백승(伯昇)이고 호는 미상이고, 본관은 우계(羽溪)이다. 1680년(숙종 6) 무겸선전관으로 재직 중 보사원종공신(保社原從功臣) 2등에 책록되었고, 1690년(숙종 16)에는 원자 균(뒷날의 경종)의 세자책봉에 참여했다.
1676년(숙종 2) 무과(武科)에 급제하여 선전관, 1676년 사헌부감찰, 1679년(숙종 5) 무겸수문장, 훈련원주부, 의금부도사 등을 역임하고 1690년(숙종 16) 의금부도사가 되어 왕명으로 복평군]을 체포하여 압송해왔다. 이후 1690년 장원서별제, 1691년(숙종 16) 평안도마점별감을 지냈다. 1700년 훈련원부정, 훈련원정 등을 역임했다. 1703년 창성부사가 되었다. 1680년(숙종 6) 무겸선전관으로 재직 중 보사원종공신 2등(保社原從功臣二等)에 책록되었다. 남인 청남파의 중진 문신 송곡 이서우(松谷 李瑞雨)의 조카가 된다. 또한 그의 재종증조부 이복남(李福男)의 처 청주한씨는 그의 본처 청주한씨의 증대고모가 된다. 경기도 광주 낙생면 출신.

## 생애

### 출생과 가계
경기도 광주군 낙생면 출신으로 정확한 생년월일은 미상이다. 이지방(李之芳)의 7대손으로, 6대조는 이광식(李光軾)이고, 5대조는 이감(李戡)이며, 고조부는 이성헌(李成憲), 증조부는 선무랑 이길남이고 할아버지는 사복시첨정 겸 춘추관기주관으로 증 가선대부 예조참판과 증 자헌대부 예조판서에 추증된 이경항(李慶恒)이다. 아버지는 통덕랑 이덕우(李德雨)이고 어머니는 인천채씨(仁川蔡氏)로 충의위 채극계(蔡克稽)의 딸이다.
그의 가계는 본래 무관 가계였으나 5대조 이감이 문과에 합격하면서 문반 가계가 되었다. 한편 5대조 이감의 동생 이전(李戩)과 이용(李庸+戈)은 모두 수군절도사와 병마절도사를 지낸 무관이었으며, 이전의 후손들 중 일부는 조선 말기까지도 무반 가계를 이어갔다. 그의 둘째 삼촌 이가우는 동명 김세렴의 사위이며 반계 유형원과 절친했으나 일찍 요절하였다. 넷째 삼촌은 문인이자 서도가 시인이며 남인 중진 문신인 송곡 이서우(松谷 李瑞雨)였다.
그의 부모 및 그의 생애와 초기 행적은 기록이 실전되어 미상이다. 이덕우는 20세기 초 이서우의 문집 송파집에 1687년에 사망한 기록이 나타나기 전까지 행적이 미상이었다. 또한 1995년 그의 조부 이경항의 묘를 서울 강남구 내곡동에서 성남시 대장동으로 이전하는 과정에서 지석 등이 발견되어 대강의 행적이 알려지게 되었다. 그의 누이 중 한명은 윤인함의 증손 윤시경에게 출가하였다.
그의 초기 활동에 대해서는 기록이 실전되어 알려진 것이 없다. 그의 용모, 성격, 사승관계를 알 수 있는 기록 조차 사라져 알 수 없다.
한공억(韓公億)의 딸 청주한씨와 결혼하였는데 처증조부는 관찰사 한덕원(韓德遠)이고 처고조부는 한곤(韓木+困)으로, 한곤의 사위중 한 명은 이일관의 재종증조부 이복남(李福男)이었다.

### 관료 활동
1676년(숙종 2) 무과(武科)에 급제, 별시위, 선전관 등을 거쳐 1676년(숙종 2년) 사헌부 감찰, 1679년(숙종 5년) 5월 27일 강필우(姜必遇), 허개(許諧) 등과 함께 무겸 수문장(武兼守門將)에 임명되고, 8월 6일 훈련원주부 무겸에 임명되었다.
1680년(숙종 6) 무겸선전관으로 재직 중 보사원종공신(保社原從功臣) 2등에 책록되었다. 1680년 사헌부감찰이 되었다.
1690년(숙종 16) 통훈대부 행사헌부감찰이 되었다. 1690년(숙종 16) 4월 1일 의금부도사가 되고, 그해 8월 17일에는 금부도사로, 문출죄인, 문외출송죄인 이연(李㮒, 복평군)을 나래(拿來)하러 출발, 그날 오후 복평군 이연을 나래하여 되돌아왔다. 1690년(숙종 16) 8월 22일 장원서별제(掌苑署別提)에 임명되었다가, 다시 의금부도사가 되었다. 그해 8월 25일 이조의 구전정사 때 의금부도사 이일관과 장원서별제 이만범(李萬範)의 직을 서로 상환하여 장원서별제에 임명하였다. 그해 10월 22일 세자 균(후일의 경종)의 세자 책봉을 준비하는 책례도감(冊禮都監)에 참여, 장원서별제로 책례도감 거안자(擧案者)를 겸직하였다. 이때 그는 금부도사로 장원서별제직을 겸직했다 한다. 10월 24일에 홍천령(洪天㱓)으로 교체되었다. 1690년(숙종 16) 10월 24일 사헌부감찰, 1691년(숙종 17) 8월 23일 평안도 점마별감(平安道點馬別監)에 임명되고, 이후 의금부도사, 오위도총부도사 등을 지냈다.
1694년(숙종 20년) 1월 8일 훈련도감 좌부중사파총(左部中司把摠) 윤이관(尹以寬)의 영전으로 궐위가 된 훈련도감 좌부중사파총에 임명되었다.
1699년(숙종 25) 10월 20일 모화관에서 열리는 무과 전시 참시관(參試官)의 한 사람으로 선발되었다.
10월 21일에는 단종 복위를 기념하여 특별히 별시 과거가 시행되자, 부사과(副司果)로 창덕궁(昌德宮) 인정전(仁政殿)에서 열린 무과 증광시(增廣試) 참고관(參考官)의 한 사람으로 시험을 감독하였다. 10월 21일의 증광별시 무과 방목은 건국대학교 상허기념도서관에 소장되어 있다.
1700년(숙종 26) 7월 13일 훈련부정(訓鍊副正)이 되었다가 9월 25일 훈련원정(訓鍊院正)이 되었다. 1701년(숙종 27) 1월 25일 충주영장(忠州營將), 1703년(숙종 29) 1월 27일 우림위장이 되었다가 같은 날 우림위장 겸사복장(兼司僕將)이 되었다. 1703년(숙종 29) 7월 18일 창성부사(昌城府使)에 임명되어, 동년 8월 16일 하직인사를 하고 부임하였다. 1705년(숙종 31) 6월 22일에 창성부사로 재직 중 임지에서 사망하여, 평안도관찰사 최석항(崔錫恒)이 동년 6월 29일 보고하였다. 사망 원인은 미상이다.

### 사후
묘소와 장지는 미상이고, 증직 여부는 알 수 없고, 시호 여부도 미상이다. 1705년 7월 6일 그의 후임자로 창성부사로 부임한 조세성(趙世成) 역시 임소에서 재직중 1707년 2월 28일에 사망하여 승정원일기에 기록되었다. 그의 아들 이상과 며느리 최씨의 묘소는 철곡(현, 서울특별시 서초구 원지동 철곡부락)에 있다고만 기록되어 있고 묘소, 기록 등이 상세하지 못하다.
그의 아들 이상(李來+田) 역시 기록이 사라져 상세하지 못하다. 사후 그의 행적은 실전되어 족보에 수록되지 못하고 행적도 실전되었다가, 1970년대 이후 승정원일기 등의 서적이 한글로 번역되는 과정에서 그의 행적이 일부 다시 알려지게 되었다.

## 가족 관계
- 할아버지 : 이경항(李慶恒, 1601년 1월 12일 ~ 1643년 10월 17일)
- 할머니 : 전주이씨(全州李氏, 1600년 11월 3일 - 1667년) 효령대군 보의 7대손 수군절도사 증 완원군 이경유의 딸
  - 숙부 : 이가우(李嘉雨, 1621년 11월 12일 ~ 1646년 3월 14일)
  - 숙부 : 이희우(李喜雨, ? ~ 1705년 7월 15일)
  - 숙부 : 이서우(李瑞雨, 호는 송곡, 1633년 3월 1일 ~ 1709년 10월 14일)
  - 고모 : 우계이씨
  - 고모부 : 윤득열(尹得說, 1597년 - 1656년, 감사, 본관은 파평), 윤사로의 손자 윤수강의 5대손
  - 고모 : 요절
  - 고모 : 우계이씨
  - 고모부 : 이서규(李瑞圭, 1630년 ~ ?, 교관, 별검), 성종왕자 익양군 후손[9]
  - 고모 : 요절

- 아버지 : 이덕우(李德雨, 1617년 12월 27일 ~ 1687년 9월 9일)
- 어머니 : 인천채씨(仁川蔡氏, 1618년 4월 9일 ~ ?년 11월 29일), 충의위 채극계(蔡克稽)의 딸
  - 누이 : 우계이씨(羽溪李氏)
  - 매부 : 윤시경(尹始卿, 1642년 ~ 1685년), 통덕랑, 파평윤씨, 윤인함의 증손, 윤희제 8대손
- 부인 : 청주한씨, 청하현감 겸 경주진관(淸河縣監 兼 慶州鎭管) 한공억(韓公億)의 딸, 한치량의 후손
  - 딸 : 우계이씨(羽溪李氏)
  - 사위 : 심일주(沈一柱, 1673년 ~ 1704년 10월 22일, 통덕랑), 청송심씨
  - 딸 : 우계이씨(羽溪李氏)
  - 사위 : 심필태(沈必泰), 본관 미상
  - 딸 : 우계이씨(羽溪李氏, 1680년 ~ 1717년 1월 21일)
  - 사위 : 심이관(沈以觀, 1679년 ~ 1744년 7월 12일), 청송심씨
  - 아들 : 이상(李來+田, 1681년 3월 21일 ~ ?년 8월 26일)
  - 며느리 : 최씨(崔氏 본관 미상, ?년 3월 6일 ~ ?년 7월 8일)
- 부인 : 해주최씨(海州崔氏), 최주우(崔柱雨)의 딸
  - 딸 : 우계이씨(羽溪李氏)[10]
  - 사위 : 신만제(申萬濟, 1673년 ~ 1737년, 통덕랑), 고령신씨, 신형(申泂) 7대손, 신광한 종6대손
    - 외손자 : 신규(申水+逵)[11]
    - 외손자 : 신후(申水+逅)
    - 외손자 : 신우(申水+遇)
    - 외손녀사위 : 박휴징(朴休徵), 밀양인

  - 딸 : 우계이씨(羽溪李氏)
  - 사위 : 정형우(鄭衡佑), 하동정씨
- 장인 : 한공억(韓公億, 1614년 ~ 1683년 8월 26일), 청주한씨, 한치형 종7대손
- 장모 : 용인이씨(龍仁李氏),도사( 都事) 이용(李涌)의 딸, 장양공 이일(李鎰) 증손녀
- 처조부 : 한섭(韓王+燮)
  - 처증대고모 : 청주한씨, 한곤(韓心+困)의 딸, 그의 재종증조부 충장공 이복남(李福男)의 처
- 장인 : 최주우(崔柱雨), 해주최씨

## 같이 보기
- 경신환국
- 보사공신
- 이경항
- 이서우
- 이지방
- 이전
- 이태망
- 한덕원
- 한공억
- 이복남

## 참고 문헌
- 승정원일기
- 비변사등록
- 훈국등록
- 冊禮都監廳儀軌(1690)